# Instituto Chico Mendes de Conservação da Biodiversidade
Das Instituto Chico Mendes de Conservação da Biodiversidade, kurz ICMBio, deutsch Chico-Mendes-Institut für Biodiversitätserhalt, ist eine halbstaatliche Organisation, die sich zusammen mit dem staatlichen Instituto Brasileiro do Meio Ambiente e dos Recursos Naturais Renováveis (IBAMA) um die Belange des Naturschutzes in Brasilien kümmert. Sie untersteht dem Umweltministerium Ministério do Meio Ambiente.
Namenspatron ist der 1988 ermordete Umweltaktivist und Kautschukzapfergewerkschafter Chico Mendes. Das ICMBio wurde 2007 mit Sitz in Brasília gegründet. Es ist in das Sistema Nacional do Meio Ambiente (SISNAMA) integriert.

## Präsident
Präsident war zwischen 22. September 2020 und 25. Mai 2023 der von Jair Bolsonaro nominierte Hauptmann der Militärpolizei von São Paulo Fernando Cesar Lorencini.
Seit dem 25. Mai 2023 ist der Sozialwissenschaftler und Berufsbeamte Mauro Oliveira Pires Präsident von ICMBio.